# Maria Katinari
Maria Katinari (griechisch Μαρία Κατινάρη) wurde in Chania auf Kreta als älteste Tochter von Antonis Katinaris und Maria Rippi geboren. Sie ist eine griechische Schauspielerin, Sängerin und Liedermacherin.

## Jugend
Da ihr Vater ein bekannter und erfolgreicher Komponist und Bouzoukispieler war und ihre Mutter, selbst Sängerin, ebenfalls aus einer Musikerfamilie stammte, hatte Maria schon früh erste Bühnenerfahrungen.
In einer Phase der jugendlichen Rebellion gegen die Rembetiko-Tradition der Familie schloss sie sich, gerade dreizehn Jahre alt, als Sängerin einer Rockgruppe an. Mit 16 begann sie zunächst während der Schulferien als Sängerin durch Europa zu reisen.
Sie trat dabei in Live-Clubs in den Niederlanden, England und Deutschland auf. In Paris studierte sie Bewegung und Tanz, wobei sie ihr Studium und ihren Lebensunterhalt mit Auftritten finanzierte.
Zurück in Athen nahm sie Schauspielunterricht und studierte weiter klassisches Ballett und Jazztanz. Nach einigen Erfolgen als Schauspielerin auf Athener Theaterbühnen, vor allem mit Stücken des Dramatikers Georgios Skourtis, trieb sie ihr unstetes Wesen nach Kairo, wo sie über drei Jahre lang klassische und traditionelle arabische Musik studierte und auch als Interpretin arabischer Musik auftrat.

## Künstlerisches Schaffen
Maria Katinari ist in Griechenland vor allem durch Liveauftritte und das Fernsehen bekannt. Ihre Diskographie beschränkt sich bisher auf drei persönliche Alben. Darüber hinaus hat sie sich an erfolgreichen Musikproduktionen beteiligt und dabei einige Hits gelandet.
Kürzlich hat sie angekündigt 2007 ein neues Album mit Coverversionen von bekannten Liedern ihres Vaters zu veröffentlichen.
Sie hat während ihrer Arbeit auf griechischen Livebühnen mit bekannten griechischen Künstlern wie Stratos Dionisiou, Georgios Zampetas, Dimitris Mitropanos, Giannis Parios, Panos Gavalas, Poly Panou, Keti Grey, Rita Sakelariou, Anna Vissi, Bambis Goles, Georgios Ksintaris, Bambis Tsertos, Antonis Repanis und anderen zusammengearbeitet.
Unter der musikalischen Leitung von Vasilis Dimitriou hat sie mit dem Staatlichen Orchester Griechischer Musik von Stavros Xarchakos eine erfolgreiche Konzertreise durch Griechenland gemacht.
Außer ihren regelmäßigen Auftritten in Musiksendungen des griechischen Fernsehens hat sie in einer auch international vorgeführten Dokumentationsserie über griechische Musik, Widmung an das Rembetiko und Gesellschaftsliedgut (griechisch: Αφιερώματα στο ρεμπέτικο και κοινωνικό τραγούδι) aktiv mitgearbeitet.
Sie hat an mehreren überaus erfolgreichen Musikproduktionen bekannter griechischer Künstler mitgearbeitet und populäre Hits gelandet. Ihre im Label M.B.I. erschienene Erfolgs-CD Wenn ich ein Mann wär (griechisch Αν ημουν αντρας) setzt sich mit dem Thema der Emanzipation der Frau in der Zeit zwischen den Weltkriegen musikalisch auseinander. Der wachsende Einfluss der Frauen auf die Gesellschaft des infolge von Kriegen mit der Türkei von Flüchtlingsströmen aus Kleinasien überschwemmten Griechenland wird mit Hilfe zeitgenössischer Rembetiko-Lieder erzählt.
Sie lebt in Athen.